# 艾克斯岛
艾克斯岛（法語：Île d'Aix，法語發音：[il dɛks]）是法国西南部比斯開灣的一座岛屿，也是同名市镇的主要组成部分。该岛位于奥莱龙岛和富拉之间，夏朗德河口北端，北部为昂蒂奥什海峡。